# Irkineïeva
L'Irkineïeva (en russe : Иркинеева) est une rivière de Russie qui coule en Sibérie dans le krai de Krasnoïarsk. L'Irkineïeva est un affluent de l'Angara en rive droite, donc un sous-affluent de l'Ienisseï.

## Géographie
Le bassin de l'Irkineïeva a une superficie de 13 600 km2 (surface de taille plus ou moins équivalente au tiers du territoire de la Suisse). Son débit moyen à la confluence est de plus ou moins 60 m3/s.
L'Irkineïeva naît dans les hauteurs de la Sibérie moyenne situées au nord du cours de l'Angara, dans la partie orientale du krai de Krasnoïarsk. La rivière coule grosso modo en direction du sud-ouest, dans une région de moyenne montagne couverte de forêts et peu peuplée. Son parcours sinueux comporte de nombreux méandres et est entrecoupé de rapides. Après un parcours de 363 kilomètres, l'Irkineïeva conflue avec l'Angara en rive droite, au niveau de la petite localité d'Irkineïevo.
L'Irkineïeva gèle habituellement fin octobre ou début novembre, et reste prise par les glaces jusqu'au début du mois de mai.

## Affluents
- le Tamych (rive droite)
- la Verkhniaïa Teria (rive droite)

## Hydrométrie - Les débits mensuels à Bedoba
Le débit de l'Irkineïeva a été observé pendant 49 ans (durant la période 1951-1999) à Bedoba, localité située à 82 kilomètres en amont de son confluent avec l'Angara. 
Le débit inter annuel moyen ou module observé à Bedoba durant cette période était de 43,0 m3/s pour une surface de drainage de 8 950 km2, soit plus ou moins 65 % du bassin versant de la rivière qui en compte 13 600. La lame d'eau écoulée dans cette partie du bassin se monte ainsi à 152 millimètres par an, ce qui peut être considéré comme modéré, du moins dans le contexte du bassin de l'Ienisseï, caractérisé par un écoulement moyen plus important.
Rivière alimentée en grande partie par la fonte des neiges, l'Irkineïeva est un cours d'eau de régime nival. 
Les hautes eaux se déroulent au printemps, au mois de mai et aussi quelque peu en juin, ce qui correspond au dégel et à la fonte des neiges de son bassin. Au mois de juin, le débit s'effondre rapidement, ce qui se confirme en juillet. Puis il se stabilise le restant de l'été et de l'automne, mais à un niveau assez faible et tout en décroissant légèrement. En octobre, le débit de la rivière baisse à nouveau, ce qui constitue le début de la période des basses eaux. Celle-ci a lieu de novembre à mars inclus et correspond aux grands froids et aux gels intenses de l'hiver sibérien qui envahissent toute la région. 
Le débit moyen mensuel observé en février et en mars (minimum d'étiage) est de 9,04 m3/s, soit à peine plus de 3 % du débit moyen du mois de mai, maximum de l'année (296 m3/s), ce qui montre l'amplitude très importante des variations saisonnières. Sur la durée d'observation de 49 ans, le débit mensuel minimal a été de 5,19 m3/s en décembre 1970, tandis que le débit mensuel maximal s'élevait à 637 m3/s en mai 1999.
En considérant la seule période libre de glaces (de mai à septembre inclus), le débit mensuel minimal observé a été de 9,69 m3/s en septembre 1973.